# Una habitación y media
Habitación y media (ruso: Полторы комнаты, или сентиментальное путешествие на родину) es una película biográfica rusa de 2009. Ganó tres premios Nika, incluidos Mejor Película, Mejor Director (Khrzhanovsky) y Mejor Guion. También recibió el premio a la Mejor Película en la sección Este del Oeste en el Festival Internacional de Cine de Karlovy Vary.

## Trama
La película es un relato ficticio del escritor Joseph Brodsky. Gran parte de la acción incorpora animación para crear una sensación etérea. El director Khrzhanovsky afirmó que La Nariz o la Conspiración de los disidentes es una secuela de La Habitación y Media . Está prevista una tercera secuela que unificará todas las películas en una futura trilogía.

## Elenco
- Alisa Freindlich como madre
- Sergei Yursky como padre
- Grigoriy Dityatkovsky como Joseph Brodsky

## Recepción
Room and a Half tiene una calificación de aprobación del 94% en el sitio web agregador de reseñas Rotten Tomatoes, basado en 16 reseñas, y una calificación promedio de 7.6/10. Metacritic le asignó a la película una puntuación media ponderada de 76 sobre 100, basada en 5 críticos, lo que indica "críticas generalmente favorables".